# Convento de San Antonio de Padua (Tudela)
El convento de San Antonio de Padua de Tudela (Navarra) fue fundado por los capuchinos en 1613, tras su llegada, aproximadamente en los solares que ocupaba la desaparecida discoteca Cocorico, en la Avenida de Zaragoza del ensanche de Tudela.

## Historia y cronología de construcción
La historia de este convento está llena de accidentes. En 1635, el convento se arruinó por un fallo de construcción. En 1787 sufrió un incendio que devastó las bóvedas de la iglesia, teniendo que ser nuevamente reconstruido a lo largo de ese año. En 1808 se destruyó en la Guerra de la Independencia, volviéndose a reedificar en 1815, aunque fue definitivamente suprimido en 1821, así como su comunidad. En 1896 los capuchinos volvieron de nuevo a la ciudad e inauguraron una nueva fundación e iglesia en la calle Capuchinos (actual Convento de Capuchinos e Iglesia de la Divina Pastora).